# Kramarovci
Kramarovci – wieś w Słowenii, w gminie Rogašovci. W 2018 roku liczyła 47 mieszkańców.